# Даніель Ксюереб
Даніель Ксюереб (фр. Daniel Xuereb, нар. 22 червня 1959, Гарданн) — колишній французький футболіст, нападник.
Насамперед відомий виступами за клуби «Олімпік» (Ліон) та «Ланс», а також національну збірну Франції.

## Клубна кар'єра
У дорослому футболі дебютував 1977 року виступами за «Олімпік» (Ліон), в якому провів чотири сезони, взявши участь у 95 матчах чемпіонату. У складі ліонського «Олімпіка» був одним з головних бомбардирів команди.
Своєю грою за цю команду привернув увагу представників тренерського штабу «Ланса», до складу якого приєднався 1981 року. Відіграв за команду з Ланса наступні п'ять сезонів своєї ігрової кар'єри. В новому клубі був серед найкращих голеодорів, відзначаючись забитим голом в середньому щонайменше у кожній третій грі чемпіонату.
Згодом, з 1986 по 1992 рік грав, у складі «Парі Сен-Жермена», «Монпельє» та «Олімпіка» (Марсель).
Завершив професійну ігрову кар'єру у «Тулоні», за який виступав протягом 1992—1993 років.

## Єврокубки
З 4 стартів у європейських клубних турнірах найкраще досягнення — чвертьфінал у розіграші Кубка кубків 1990-91 у складі «Монпельє». Тоді вони поступились майбутнім переможцям — «Манчестер Юнайтед».
Свою першу гру в єврокубках провів у складі «Лансу» проти бельгійського клубу «Гент» у стартовій грі за Кубок УЄФА сезону 1983-84.
А у повторному матчі 1/16 фіналу того ж євросезону з клубом «Антверпен» відкрив рахунок у своєму особистому заліку в турнірах УЄФА. Французи перемогли в гостях 3:2 і в 1/8 жереб втретє звів їх з бельгійцями — клубом «Андерлехт». Цей бар'єр «Ланс» не подолав.
В своєму останньому сезоні його клуб «Олімпік» (Марсель) у Кубку чемпіонів
1991-92 зупинився на чеській «Спарті» у другому раунді. А у першому — він забив свої останні м'ячі у ворота «Уніон Люксембург».

### Статистика виступів у єврокубках по сезонах
| Сезон             | Клуб                | Турнір          | Досягнення   | Матчі | Перемоги | Нічиї | Поразки | Голи |
| ----------------- | ------------------- | --------------- | ------------ | ----- | -------- | ----- | ------- | ---- |
| 1983-84           | «Ланс»              | Кубок УЄФА      | 1/8 фіналу   | 6     | 2        | 3     | 1       | 1    |
| 1986-87           | «Парі Сен-Жермен»   | Кубок чемпіонів | 1/16 фіналу  | 2     | 0        | 1     | 1       | 0    |
| 1990-91           | «Монпельє»          | Кубок кубків    | 1/4 фіналу   | 5     | 2        | 2     | 1       | 1    |
| 1991-92           | «Олімпік» (Марсель) | Кубок чемпіонів | 2-й раунд    | 3     | 3        | 0     | 0       | 2    |
| ВСЬОГО за кар'єру | ВСЬОГО за кар'єру   | 4 євросезони    | 4 євросезони | 16    | 7        | 6     | 3       | 4    |

### Статистика по турнірах
| Турнір          | Сезони | Матчі | Перемоги | Нічиї | Поразки | Голи |
| --------------- | ------ | ----- | -------- | ----- | ------- | ---- |
| Кубок чемпіонів | 2      | 5     | 3        | 1     | 1       | 2    |
| Кубок кубків    | 1      | 5     | 2        | 2     | 1       | 1    |
| Кубок УЄФА      | 1      | 6     | 2        | 3     | 1       | 1    |

### Єврокубкова статистика: сезони, турніри, матчі, голи
(1) — перший матч

## Виступи за збірну
18 лютого 1981 року дебютував в офіційних матчах у складі національної збірної Франції у товариській грі проти Іспанії Мадриді — поразка 0:1. Протягом кар'єри у національній команді, яка тривала 9 років, провів у формі головної команди країни лише 8 матчів, забивши 1 гол — 22 жовтня 1988 року в Нікосії проти кіпріотів у кваліфікації до світової першості 1990 в Італії.
Учасник і переможець футбольного турніру на Олімпійських іграх 1984 року у Лос-Анджелесі. На полях США зіграв у всіх 6 матчах, забивши 5 голів, і став одним з 3 найкращих снайперів.
У складі збірної був учасником чемпіонату світу 1986 року у Мексиці, на якому команда здобула бронзові нагороди. Провів тільки одну півфінальну гру, вийшовши у середині 2-го тайму на заміну.
Останнім був матч у тій же кваліфікації до чемпіонату світу в Італії 29 квітня 1989 року в Парижі
з югославами — 0:0.

### Статистика матчів за збірну
| Турнір           | Матчі | Перемоги | Нічиї | Поразки | Голи |
| ---------------- | ----- | -------- | ----- | ------- | ---- |
| Товариські матчі | 3     | 1        | 1     | 1       | 0    |
| Чемпіонат Європи | —     | —        | —     | —       | —    |
| Кваліфікація ЧЄ  | —     | —        | —     | —       | —    |
| Чемпіонат світу  | 1     | 0        | 0     | 1       | 0    |
| Кваліфікація ЧС  | 4     | 1        | 2     | 1       | 1    |
| ВСЬОГО           | 8     | 2        | 3     | 3       | 1    |

### Даніель Ксюереб на Олімпіаді-1984
| Рік  | Турнір         | Місце | Матчі | Перемоги | Нічиї | Поразки | Голи |
| ---- | -------------- | ----- | ----- | -------- | ----- | ------- | ---- |
| 1984 | Олімпіада-1984 |       | 6     | 4        | 2     | 0       | 5    |

## Титули і досягнення
- «Монпельє»
  - Кубок Франції з футболу:  1989-90
- «Олімпік» (Марсель)
  - Ліга 1:  1991-92
- Збірна Франції
  -  Олімпійський чемпіон: 1984
  - Бронзовий призер чемпіонату світу: 1986